# Robert Sterling
Robert Sterling, właśc. William Sterling Hart (ur. 13 listopada 1917 w New Castle, zm. 30 maja 2006 w Brentwood) – amerykański aktor filmowy i telewizyjny.

## Wybrana filmografia
Seriale
- 1946: Lights Out
- 1954: Climax! jako mąż
- 1962: Spotkanie z Alfredem Hitchcockiem jako Ray Roscoe
- 1984: Napisała: Morderstwo jako Ben Shipley

Filmy
- 1939: Złoty chłopiec jako chłopiec obsługujący windę
- 1942: Odnajdę cię wszędzie jako Kirk „Junior” Davis
- 1964: Międzynarodowa sprawa jako Randy Sterling
- 1979: Beggarman, Thief jako pułkownik Day

## Wyróżnienia
Ma swoją gwiazdę w Hollywoodzkiej Alei Gwiazd.